# Received Signal Strength Indication
Der Received Signal Strength Indicator (RSSI) stellt einen Indikator für die Empfangsfeldstärke kabelloser Kommunikationsanwendungen dar. 
Da der RSSI eine Verhältniszahl ist, muss der Wert abhängig von der jeweiligen Anwendung interpretiert werden. Auch innerhalb der IEEE 802.11 Normen gibt es verschiedene Definitionen, wobei ein höherer Wert einem besseren Empfang entspricht. In Messempfängern kann der RSSI-Wert auch als eine analoge Spannung an einem eigenen Anschluss für die weitere Verarbeitung ausgegeben werden. Mit einem geräteabhängigen Skalierungsfaktor kann der RSSI-Wert als Leistungspegel in der Einheit dBm oder ASU (Arbitrary Strength Unit) ausgedrückt werden.

## Verwendung
Dieser Indikator wird von Mobiltelefonen, Hochfrequenzmodulen und anderen auf Funkkommunikation angewiesenen Systemen benutzt, um einen für die Kommunikation brauchbaren Kanal zu finden oder dorthin zu wechseln. Falls die Signalstärke, die für eine erfolgreiche Kommunikation benötigt wird, auf dem aktuell genutzten Kanal unterschritten wird, kann mit Hilfe des RSSI-Wertes gegebenenfalls auf einen besseren Kanal gewechselt werden. Üblicherweise ermöglichen aktuelle Smartphones wahlweise die Sortierung der erreichbaren WLAN-Zugangspunkte nach Empfangsstärke oder alphabetischer Reihenfolge.